# Саид Хусеинович
Саид Хусеинович (на сърбохърватски: Said Husejinović или Саид Хусејиновић; роден на 13 май 1988 в Зворник) е босненски футболист, играе като полузащитник, и се състезава за хърватския Динамо (Загреб).

## Кариера

### Ранна кариера
На 1 юли 2008 г. Хусеинович преминава от родния си Слобода Тузла в немския отбор от Първа Бундеслига Вердер Бремен. Сумата по трансфера е 900 хиляди евро. На 17 януари 2009 г. Саид преминава под наем до края на сезона в друг немски отбор - Кайзерслаутерн. През зимата на 2012 г. се завръща в родината си и подписва с ФК Сараево. На 26 юли 2012 г. вкарва два гола срещу българският гранд Левски за престижната победа с 3-1 в турнира Лига Европа. Сараево се класира с общ резултат 3-2.

## Национален отбор
Хусеинович има два мача за националния отбор на Босна и Херцеговина. Изиграл е и две срещи за младежите на Босна и Херцеговина до 21 години.